# Zhang Qi (boccia)
Zhang Qi (en chinois : 张琦 ; en pinyin : Zhāng Qí ), née le 24 novembre 1990 à Pékin en Chine, est une joueuse chinoise de boccia concourant dans la classification handisport BC1. Elle est médaillée d'argent de boccia aux Jeux paralympiques d'été de 2012 à Londres, de nouveau médaillée d'argent aux Jeux paralympiques de 2020 à Tokyo et médaillée d'or avec l'équipe chinoise mixte BC1-BC2 aux Jeux paralympiques de 2024 à Paris.

## Carrière sportive
Zhang Qi termine 23e aux Championnats de la Coupe du monde 2007 à Belfast. Elle termine neuvième en individuel aux Jeux paralympiques d'été de 2008 à Pékin,. Aux mêmes Jeux, elle participe également à la compétition par équipe, où elle est la plus jeune de son équipe. La Chine termine à la quatrième place de la compétition par équipes, après avoir perdu 4-5 contre l'Espagne dans le match pour la médaille de bronze,.
Elle termine ensuite à la 12e place aux Jeux paralympiques asiatiques de 2010, où elle est éliminée en phase de groupe après une victoire et deux défaites. Lors de la Coupe du monde 2011 à Belfast, elle arrive à la deuxième place en individuel, après avoir perdu en finale 2-3 contre Kwang Min Ji. Aux Jeux paralympiques d'été de 2012 à Londres, elle remporte une médaille d'argent dans l'épreuve par équipes, la Chine remportant l'argent après avoir perdu 10-5 en finale contre la Thaïlande. À titre individuel, elle arrive à la sixième place, ayant perdu 2–3 contre João Paulo Fernandes dans le match pour la cinquième place. 
Zhang Qi participe également à des compétitions individuelles et par équipes aux Jeux paralympiques d'été de 2016. Elle perd le match individuel avec 1 victoire et 2 défaites dans la phase de poule. Elle se qualifie pour le tournoi final dans les compétitions par équipes, mais l'équipe chinoise perd contre le Japon lors d'un tie-break en quart de finale.
Aux Jeux paralympiques d'été de 2020 à Tokyo, Zhang Qi remporte une autre médaille d'argent dans l'épreuve par équipes.
Quatre ans plus tard, aux Jeux paralympiques d'été de 2024 à Paris, Zhang Qi remporte la médaille d'or par équipe mixte en catégorie BC1/BC2.